# Ingævonere
Ingævonerne (også ingaevonerne) som beskrevet af Tacitus i Germania (ca. 98 e.Kr.), var en vestgermansk folkegruppe der levede langs Nordsøkysten, i Jylland, Holstein, Frisland og de danske øer, hvor de i det første århundrede f.Kr. var blevet differentieret i frisere, saksere, jyder og angler.
Tacitus' kilder kategoriserede "ingævonerne nær havet" som en af tre germanske stammer, der nedstammede fra de tre sønner af Mannus, søn af Tuisto, og ophav til alle germanske folkeslag; de to andre var herminonerne og istævonerne. Ifølge den tidligere tyske professor i forhistorie, Rafael von Uslar, svarede denne trefoldsopdeling af de vestgermanske stammer overens med de arkæologiske fund fra senantikken.
Den romerske historiker Plinius den Ældre beskrev i Naturalis Historia (ca. 80 e.Kr.) ingævonerne som værende en af fem germanske grupperinger; de andre var vandilierne, herminonerne længere syd, istævonerne og basternerne. Ifølge ham bestod ingævonerne af stammerne kimbrerne, teutonerene og chaukerne.

## Navn
Uden sin latinske endelse er stammens navn ingvinerne, "venner af Ing", kendt fra Beovulf-kvadet, hvor Hrothgar kaldes "ingvinernes herre". Ing/Yngvi (nordisk) fra *Ingwaz (protogermansk) med betydningen "mand", og "søn af", var sandsynligvis det oprindelige navn på den samme gud, som senere i Norden blev kendt under navnet Frej (i Sverige Yngvi-Freyr). Ingui nævnes i Tacitus' Germania, i Beovulf-kvadet og i Snorres Ynglingesaga.